# Давлеткан
Давлеткан  — упразднённый посёлок на территории Белокатайского района Башкортостан Российской Федерации. Ныне урочище Давлеткан.

## География
Находилась у одноименной речки Давлеткан.

## История
Основана, не ранее начала XX века. 
Входила в состав Златоустовский уезд Старо-Белокатайская волости, с 1930 - в (Новобелокатайский сельсовет). 
В списке населенных пунктов 1961 года не значится.

## Население
В 1917 году —  52 человека (6 дворов), в 1920 —  72 (9 дворов), в 1939 - 59 человек(Населенные пункты Башкортостана : В 4 т. Т. I / Территориальный орган Федеральной службы государственной статистики по Республике Башкортостан. — Уфа : Китап, 2018. — 300 с. — С.115).

## Память
В мае 2024 года на месте исчезнувшей деревни установили памятный знак.